# Cyrtoptyx lichtensteini
Cyrtoptyx lichtensteini är en stekelart som först beskrevs av Masi 1922.  Cyrtoptyx lichtensteini ingår i släktet Cyrtoptyx och familjen puppglanssteklar. Inga underarter finns listade i Catalogue of Life.